# Rotterdam ska-jazz foundation
De Rotterdam Ska-Jazz Foundation (kortweg: RSJF) is een skaband die bestaat sinds 2000. 

## Biografie
RSJF bracht in 2003 zijn eerste cd/lp Shake Your Foundation uit op het Duitse Grover Records. Op hetzelfde label verscheen eind 2004 de EP/7" Black Night - Bright Morning. Begin 2005 dook de band opnieuw een weekendje de studio in om hun tweede full-length studioalbum Sunwalk op te nemen. De plaat is ditmaal opgenomen door Max Bolleman in zijn Studio 44 te Monster. Naast een Europese release op Grover Records wordt Sunwalk ook in de Verenigde Staten uitgebracht via Megalith Records (voorheen: Moon Ska Records). Daarnaast is de muziek van The Rotterdam Ska-Jazz Foundation te vinden op verscheidene compilatie cd’s en lp's, tot in Japan aan toe. Ze speelde in clubs en op festivals in vele Europese landen. 

## Bandleden
- Arjen Bijleveld - Trombone
- Zoot - Sax
- Joep van Rhijn - Trompet
- Jeroen van Tongeren - Gitaar
- Merijn van de Wijdeven - Bas
- Hidde Wijga - Toetsen
- Dimitri Jeltsema - Drums

## Discografie
- 2015: Knock-Turn-All (W.T.F. Records)
- 2008: Motiv Loco (Megalith Records)
- 2005: Sunwalk U.S. (Megalith Records)
- 2005: Sunwalk (Grover Records)
- 2004: Black Night - Bright Morning (Grover Records)
- 2003: Shake Your Foundation! (Grover Records)